# Colin Higgins
 (avril 2016).
Si vous disposez d'ouvrages ou d'articles de référence ou si vous connaissez des sites web de qualité traitant du thème abordé ici, merci de compléter l'article en donnant les références utiles à sa vérifiabilité et en les liant à la section « Notes et références ».
Colin Higgins est un acteur, réalisateur, scénariste et producteur américain né le 28 juillet 1941 à Nouméa (Nouvelle-Calédonie) et mort le 5 août 1988 à Beverly Hills (Californie) du sida.

## Biographie
De père américain et de mère australienne, Colin Higgins obtient son Bachelor's Degree à l'Université Stanford puis un Master of Fine Arts (M.F.A.) à l'Université de Californie à Los Angeles (UCLA).
C'est durant cette période qu'il écrit le scénario de Harold et Maude, une comédie d'humour noir centrée sur la relation entre un jeune homme fasciné par le suicide et une dame âgée excentrique qui adore la vie. Le film, coproduit par Higgins, est réalisé par Hal Ashby. À sa sortie en 1972, Harold et Maude récolte des critiques tièdes et un succès public mitigé. Cependant, au fil des années, sa réputation grandit et, peu à peu, il devient un film culte. De son scénario, Colin Higgins tire un roman, puis une pièce adaptée par la suite en français par Jean-Claude Carrière et mise en scène par Jean-Louis Barrault. Cette adaptation théâtrale connaît elle-même un grand succès puisqu'elle sera donnée durant sept ans à Paris.  
En 1974, alors que Higgins est à Paris, le metteur en scène britannique Peter Brook lui demande d'adapter pour la scène un livre documentaire de l'anthropologue Colin Turnbull intitulé The mountain people, qui porte sur une tribu africaine, les Iks.  Higgins adapte le livre avec Denis Cannan.  Le spectacle qui en résulte est présenté en première au Théâtre des Bouffes du nord et aussi en tournée aux États-Unis.
De retour à Hollywoord, Higgins signe par la suite le scénario de Transamerica Express, une comédie policière réalisée par Arthur Hiller. Variation sur La Mort aux trousses d'Alfred Hitchcock, le film, qui réunit pour la première fois Gene Wilder et Richard Pryor, obtient un succès critique et commercial appréciable.
Higgins amorce sa carrière de réalisateur avec Drôle d'embrouille, une autre comédie policière dont il est également scénariste. Le film met en vedette Goldie Hawn, qui est alors une vedette bien établie, Chevy Chase, dans son premier rôle au cinéma, et Dudley Moore.  Puis, Higgins dirige et coscénarise Comment se débarrasser de son patron, une comédie féministe avec Dolly Parton, Jane Fonda, Lily Tomlin et Dabney Coleman.  Higgins retrouve Dolly Parton pour son film suivant, La Cage aux poules, adaptation d'une comédie musicale ayant connu un grand succès sur scène, The Best Little Whorehouse in Texas. Mettant également en vedette Burt Reynolds et Charles Durning, le film est plutôt mal reçu par la critique.
Il termine sa carrière en coproduisant et coscénarisant la mini-série Out on a Limb, inspirée d'un livre autobiographique de Shirley MacLaine qui y joue son propre rôle.
En 1986, il crée une fondation à son nom répondant à ses aspirations humanitaires.

## Filmographie

### En tant que réalisateur
- 1978 : Drôle d'embrouille (Foul Play) avec Goldie Hawn et Chevy Chase.
- 1980 : Comment se débarrasser de son patron (9 to 5) avec Jane Fonda, Lily Tomlin et Dolly Parton.
- 1982 : La Cage aux poules (The Best Little Whorehouse in Texas) avec Burt Reynolds et Dom DeLuise.

### En tant que scénariste
- 1971 : Harold et Maude
- 1973 : The Devil's Daughter (en)
- 1976 : Transamerica Express
- 1978 : Drôle d'embrouille
- 1982 : La Cage aux poules
- 1987 : Out on a Limb - Téléfilm tiré du livre du même titre de Shirley Maclaine.

### En tant que producteur
- 1971 : Harold et Maude
- 1987 : Out on a Limb - Téléfilm

### En tant qu'acteur
- 1985 : Série noire pour une nuit blanche (Into the Night) de John Landis : Acteur de Kalijak
- 1997 : 24 heures sur 24 : le père de Knighty

### Théâtre
- 1972 : Harold et Maud
- 1975 : The Ik (en)

### Scénarios jamais concrétisés
- The Man Who Lost Tuesday - Un thriller/comédie se déroulant à Paris.
- First Lady - Une satire politique dans lequel Lily Tomlin avait été pressentie pour jouer le rôle-titre.